# Tetragnatha bidentata
Tetragnatha bidentata là một loài nhện trong họ Tetragnathidae.
Loài này thuộc chi Tetragnatha. Tetragnatha bidentata được miêu tả năm 1951 bởi Roewer.